# Platygyra pini
Platygyra pini là một loài san hô trong họ Faviidae. Loài này được Chevalier mô tả khoa học năm 1975.